# Крушма (ручей)
Крушма (Малая Крушма) — ручей в России, протекает в Алексинском районе Тульской области. Устье ручья находится в 5,2 км по правому берегу реки Правая Крушма. Длина ручья составляет 12 км. Вдоль течения ручья находятся населённые пункты Маньшино и Спас-Конино. Ручей впадает в реку Правая Крушма вблизи села Колюпаново.

## Данные водного реестра
По данным государственного водного реестра России относится к Окскому бассейновому округу, водохозяйственный участок реки — Ока от города Калуга до города Серпухов, без рек Протва и Нара, речной подбассейн реки — бассейны притоков Оки до впадения Мокши. Речной бассейн реки — Ока.
Код объекта в государственном водном реестре — 09010100812110000021753.